# Christian Demuynck
 (février 2023).
Pour les articles homonymes, voir Demuynck.
Christian Demuynck est un homme politique français né le 24 juillet 1947 au Perreux-sur-Marne.
Membre du parti Les Républicains, il est maire de Neuilly-Plaisance depuis 1983.

## Biographie
En 1982, il est élu conseiller général de la Seine-Saint-Denis et prend la présidence du groupe d'opposition RPR UDF. Il est élu maire de Neuilly-Plaisance l’année suivante. Il remplace Robert Pandraud à l'Assemblée Nationale en 1986, nommé ministre délégué à la Sécurité. Il est battu aux élections législatives de 1988, mais élu à celles de 1993.[réf. souhaitée]
En 1995, il se présente aux élections sénatoriales. Il est élu et démissionne de son mandat de député. Il est réélu sénateur de Seine-Saint-Denis le 26 septembre 2004. Au sénat, il est secrétaire de la commission des Affaires culturelles et membre du groupe UMP.[réf. souhaitée]
En 2004, le ministre de l'Éducation nationale, François Fillon, lui confie la réalisation d’un rapport sur les violences scolaires.[réf. souhaitée]
En septembre 2011, il est nommé parlementaire en mission chargé de Campus France, organisme chargé de la promotion de l'enseignement supérieur à l'étranger. Il renonce à se représenter à l'élection sénatoriale 2011 et soutient Philippe Dallier pour que l'UMP garde toutes ses chances de conserver la majorité  sénatoriale. Il est  nommé inspecteur général de l'administration de l'Éducation nationale et de la Recherche, au tour extérieur.
Il est nommé président de l'EPIC Campus France, par décret publié au Journal officiel du 25 avril 2012.
Le 26 novembre 2012, il décide de quitter la présidence de Campus France. Dans sa lettre de démission adressée à François Hollande, président de la République, il dénonce « une gestion boutiquière » de Campus France ainsi que « la contre-productivité causée par le zèle de quelques membres de corps intermédiaires ». Il reste membre du conseil d'administration de Campus France en vertu du décret du 30 décembre 2011 régissant l'EPIC.
Il est réélu maire de Neuilly-Plaisance en 2008 puis en 2014, au premier tour, avec un score de 72,2 %. Cette victoire marque alors son sixième mandat consécutif dans la ville de Neuilly-Plaisance.
En 2015, il s'oppose aux découpage des territoires dans le cadre de la création du Grand Paris et lance une consultation publique sur le sujet. Il défère au Conseil d'État cette organisation des territoires.[réf. souhaitée]
En 2016, il devient conseiller de la métropole du Grand Paris et vice-président du territoire Grand Paris Grand Est.[réf. souhaitée]
En juin 2016, il appelle Nicolas Sarkozy à présenter sa candidature à la primaire présidentielle des Républicains.[réf. souhaitée]
Il soutient Nicolas Sarkozy pour la primaire présidentielle des Républicains de 2016. 
En janvier 2017, il est investi candidat aux élections législatives dans la troisième circonscription de la Seine-Saint-Denis, par Les Républicains (LR) et l'UDI. Déçu par le nouveau programme national de LR, il retire sa candidature en mai 2017 : « Je ne peux pas, je ne veux pas, faire campagne sur du vent, simplement pour me faire élire ! martèle-t-il. Ce n’est pas ma conception de la politique ! ».
Professionnellement, Christian Demuynck est un ancien assureur vie du GAN, professeur d'éducation physique et sportive et[réf. souhaitée] inspecteur général de l'administration de l'Éducation nationale et de la Recherche.